# 달궤도 랑데부

LOR의 모식도

달궤도 랑데부( LOR )는 인간을 달표면에 효율적으로 착륙시킨 후 지구로 귀환시키는데 필요한 핵심 개념이다. 1960년대와 1970년대에 아폴로 계획 임무에 활용되었다. LOR 임무에서는 주 우주선과 이보다 작은 달 착륙선이 달의 궤도까지 운항한 후, 주 우주선은 달 궤도에 머물러 있는 상태에서 달 착륙선만 달의 표면까지 독자적으로 내려 간다. 임무를 마친 후, 달 착륙선은 달 궤도로 복귀하여 주 우주선과 랑데부 및 재 도킹하고 승무원과 화물이 주 우주선으로 이동되면 달착륙선을 분리하여 폐기하고, 주 우주선만 지구로 귀환한다.

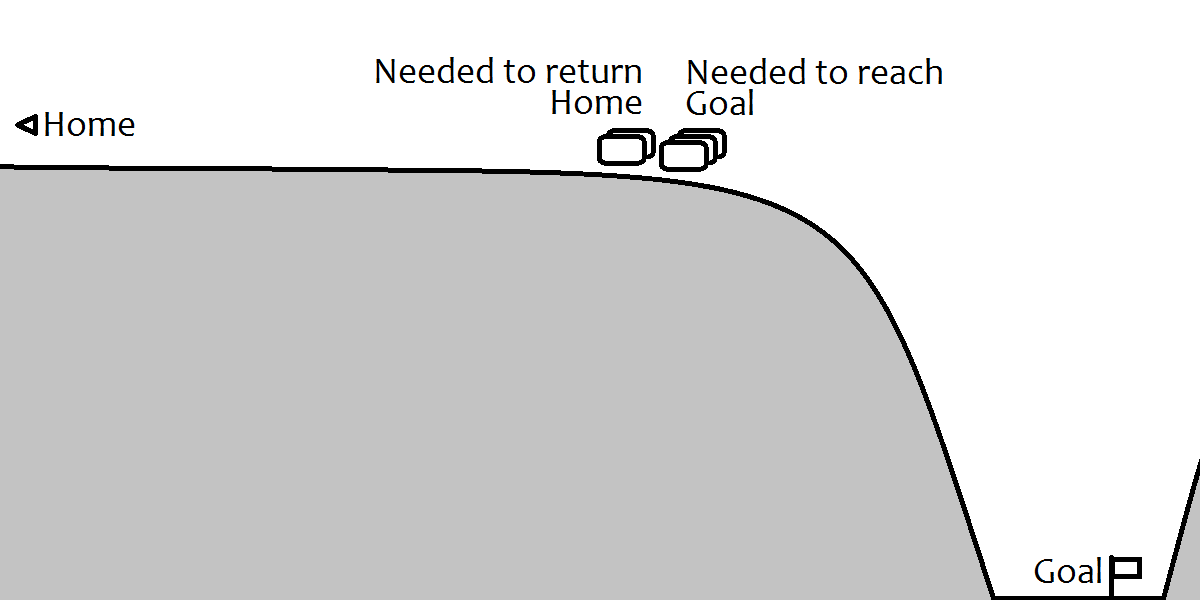
달에서 지구로의 귀환에만 필요한 자원을 달표면까지 운반 후 반송할 필요가 없다는 것을 잘 보여주는 달의 중력우물 묘사 그림

달궤도 랑데부는 달 표면에 인간을 보내어 왕복 여행시키는 가장 경제적인 방법으로 1919년 구 소련 우크라이나의 공학자인 유리 콘드라튜크(Yuri Kondratyuk)에 의하여 제안된 것으로 처음 알려졌다.

셔틀유도 고중량 발사체를 사용하는 LOR

가장 유명한 사례는 하나의 로켓단으로 지구달 횡단 항로에 보내진 아폴로 사령서비스선(CSM)과 아폴로 달착륙선(LM)이다. 그런데 셔틀유도 고중량 발사체(Shuttle-Derived Heavy Lift Launch Vehicle)와 골든 스파이크(Golden Spike)와 같이 착륙선과 주우주선이 따로 운항하는 변종도 달궤도 랑데부로 분류된다.

## 장점과 단점

### 장점

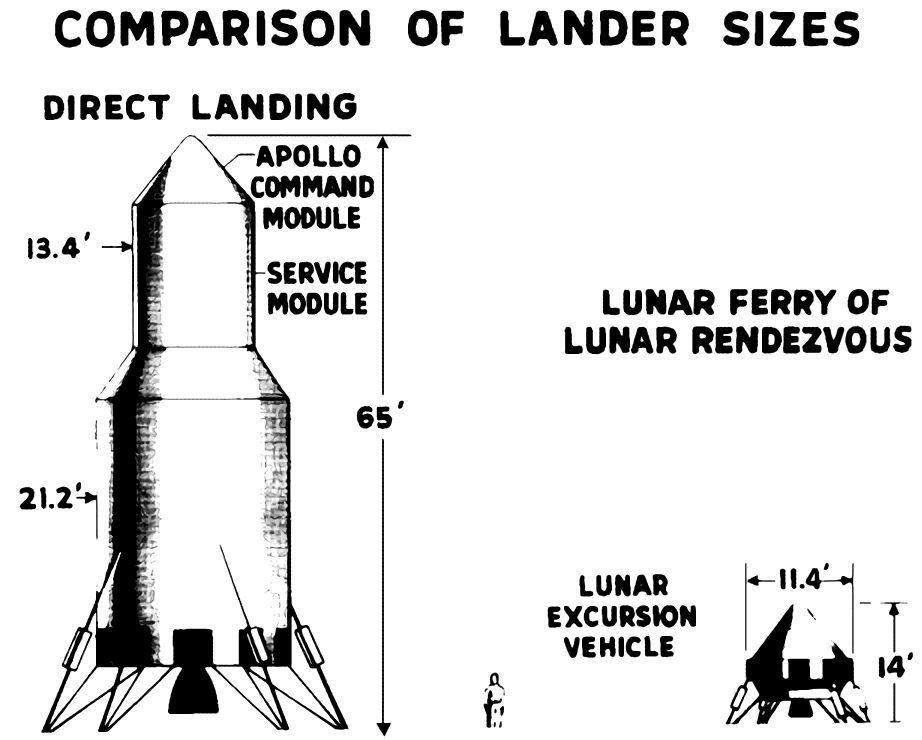
달 착륙선 크기의 비교, 초기 랭글리 연구에 의함

LOR의 가장 큰 장점은 달의 궤도에서 지구로 되돌아 올 때 사용하는 추진체를 불필요한 "사중 (dead weight)"으로 달궤도에서 달 표면까지 왕복시킬 필요가 없기 때문에 우주선의 화물 중량을 감소시킬 수 있다는 점이다. 사후에 사용되는 사중(dead weight) 추진체는 그 킬로그램당 더 많은 킬로그램의 추진체에 의해 사전에 추진되어야 하는데, 추진체의 증가는 탱크 중량의 증가를 필요로 하므로 승수효과가 발생한다. 그 결과 중량의 증가는 달 착륙시 더 많은 추력을 필요로하며, 이는 크고 무거운 엔진을 의미하게 된다.
또 다른 장점으로는 달 착륜선 이외의 주 우주선도 달 착륙에 적합하도록 설계할 필요가 없고 달 착륙선만을 그 목적을 위하여 설계되도록 할 수 있다는 점이다. 마지막으로, 달 착륙선에 필요한 생명 유지 시스템의 두 번째 세트는 주 우주선 시스템을 위한 백업 역할을 할 수 있어, 주 우주선의 생명 유지 시스템을 사용할 수 없을 때에 달 착륙선의 생명 유지 시스템을 활용할 수 있다는 장점이 있다.

### 단점
1962년 당시에는 지구 궤도에서도 우주 랑데부가 수행된 적이 없었기 때문에 달궤도 랑데부는 위험한 것으로 생각되었다. 만일 달 착륙선(LM)이 사령서비스 모듈(CSM)에 도달 할 수 없게 되면, 두 명의 우주 비행사는 대기로 재진입하여 지구로 귀환하는 것이 불가능하게 된다. 그런데 1965년과 1966년의 6회의 제미니 계획 미션에서 레이더와 기내 탑재 컴퓨터의 도움으로 랑데부가 성공적으로 시연되어 이러한 우려는 근거없는 것으로 판명되었다. 아폴로 계획에서도 8번의 달궤도 랑데부 시도가 성공적으로 수행되었다.

## 아폴로 미션 모드의 선택

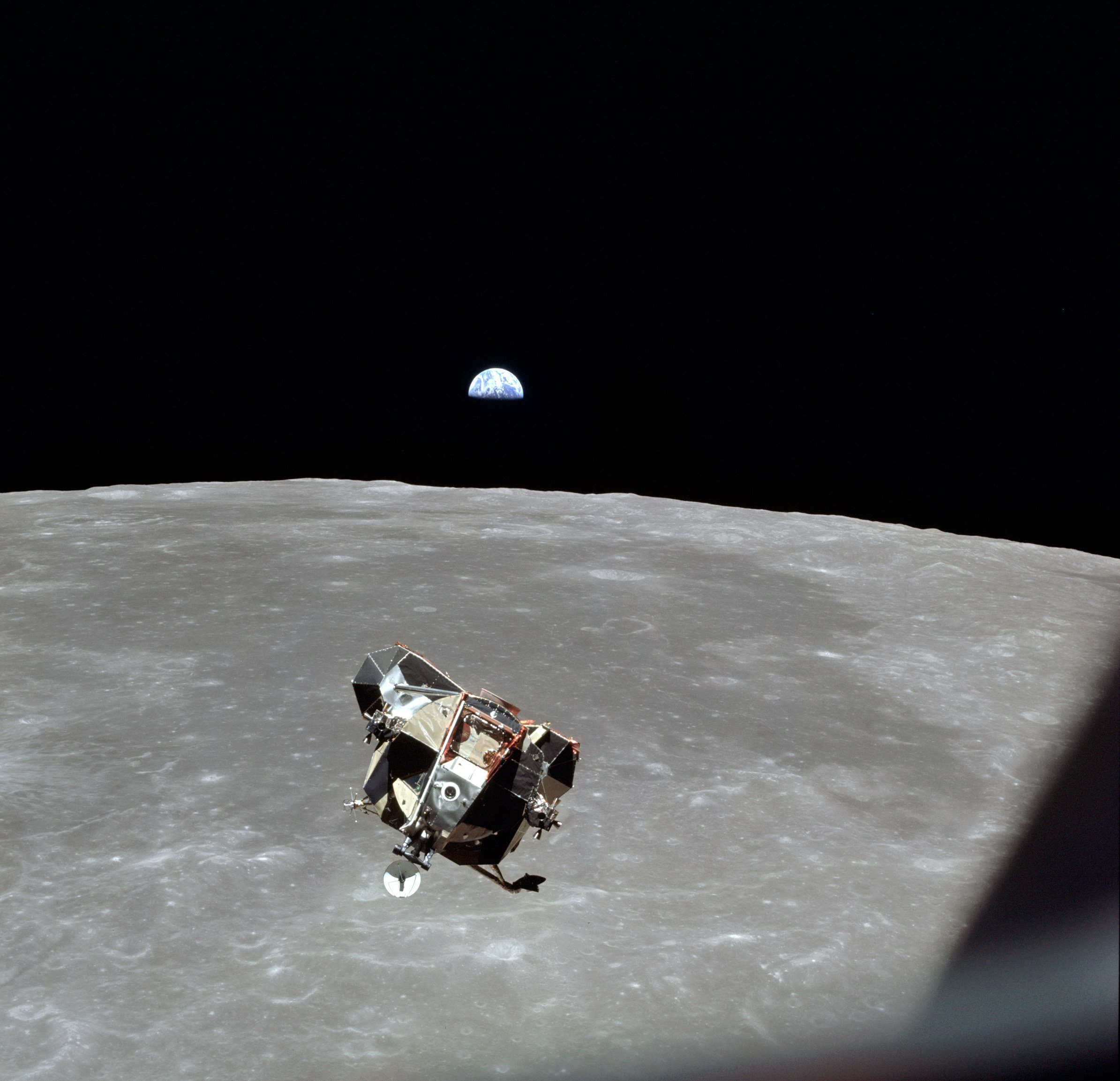
달의 궤도에 있는 사령선과 랑데부하는 아폴로 11호 착륙선

1961년 아폴로 달 착륙 프로그램이 시작되었을 때, 3인의 사령선/서비스모듈(CSM)의 조합이 달 표면에서 이륙하여 지구로 돌아올 때 사용되는 것으로 예정하였다. 따라서 착륙 장치용 다리가 달린 대형 로켓 단으로 달에 착륙하여야 하므로 무게가 100,000 파운드 (45,000 kg)가 되는 매우 큰 우주선을 달에 보내야 한다.
이것이 (단일 발사체에서) 직접 상승으로 수행되었다면, 요구되는 로켓은 노바 클래스와 같이 매우 커야 한다. 이것에 대한 대안은 지구궤도 랑데부였을 것인데, 새턴 급의 로켓으로 완전한 우주선의 일부를 나누어 발사하여 지구 궤도상에서 달을 향해 출발하기 전에 랑데부할 것이다. 여기에서는 지구 출발 단계를 별도로 발사하거나 출발 단계에 대한 궤도상의 연료 재공급이 필요할 수도 있다.
톰 돌란(Tom Dolan)은 달 궤도 랑데부의 대안을 제시하였는데, 이는 1960년대 초기의 아폴로 프로그램의 타당상 연구에서 우주 태스크 그룹(Space Task Group)의 짐 챔벌린(Jim Chamberlin) 과 오웬 메이나드(Owen Maynard)에 의하여 연구 및 추진되었다. 이 모드에서는 하나의 새턴 V을 이용하여 더 작은 LUM( Lunar Excursion Module )과 함께 CSM을 달에 발사할 수 있다. 결합 된 우주선이 달의 궤도에 도달하면 세 우주 비행사 중 한 우주 비행사가 CSM을 유지하고 다른 두 우주인은 LEM에 들어가서 달 표면으로 내려간다. 그런 다음 LEM의 상승 단계를 사용하여 달 궤도의 CSM에 다시 합류 한 다음 LEM을 버리고 CSM을 사용하여 지구로 돌아온다. 이 방법은 개발팀을 이끈 랭글리 연구센터(Langley Research Center)의 엔지니어 존 휴볼트(John C. Houbolt)에 의하여 NASA의 부국장(Associate Administrator)인 로버트 시먼스(Robert Seamans)의 관심을 끌게 되었다.
탑재량이 적게 든다는 것 외에도, LOR 방식의 또 다른 이점은 바로 착륙 전용으로 설계된 달 착륙선을 사용할 수 있다는 것이다. LEM의 설계로 인해 우주 비행사는 관측창을 통해 대략 15 피트 (4.6 m) 상공에서 착륙 지점을 명확하게 볼 수 있게 되는데, 이는 사령선(Command Module) 착륙선 방식에서는 적어도 40 or 50 피트 (12 or 15 m) 높이에서 착륙지점이 등뒷쪽에 있게 되어 텔레비전 스크린을 통해서만 착륙지점을 보게 되는 것과 대비된다.
LEM을 제2의 유인 차량으로 개발하면 여분의 중요 시스템(전력, 생명 유지 및 추진)의 이점이 제공되어 CSM 시스템의 중요한 오류가 발생한 경우, 우주 비행사의 생존을 가능하게 하고 우주 비행사를 안전하게 구할 수 있는 "구명정"으로 사용할 수 있게 된다. 이는 비상 사태로 계획되었지만 LEM 사양에 포함되지는 않았다. 결과적으로, 이 기능은 산소 탱크 장애로 인해 서비스 모듈의 기능이 정지되는 심각한 장애가 발생한 1970년의 아폴로 13호 임무에서 매우 중요했다.

### 옹호론

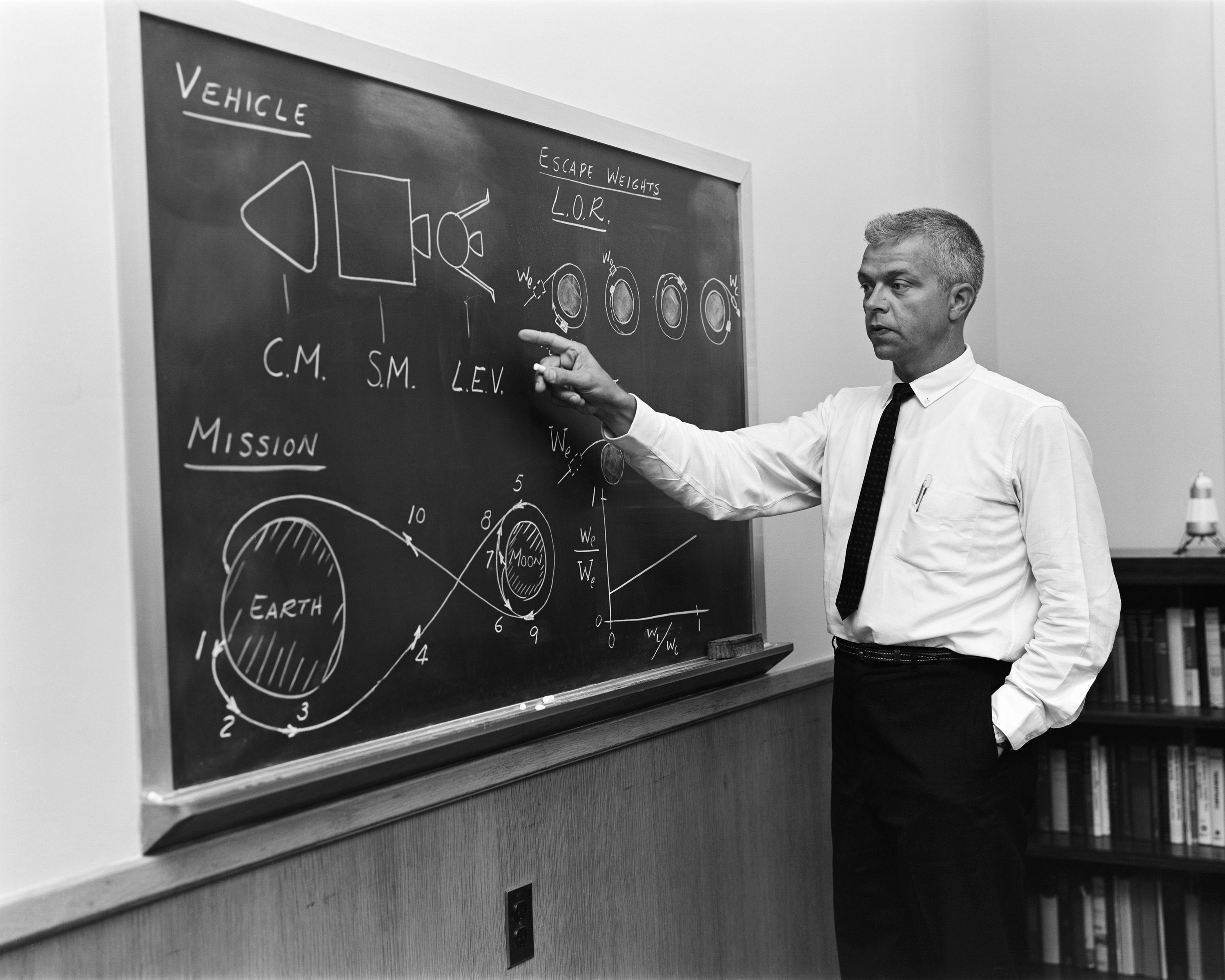
달 궤도 랑데뷰를 설명하는 존 Houbolt

존 휴볼트 박사(Dr. John Houbolt)는 LOR의 장점이 그냥 지나쳐 버리도록 하지 않았다. 월면임무 운영그룹(Lunar Mission Steering Group)의 일원으로서 휴볼트는 1959년부터 우주 랑데부의 다양한 기술적 측면을 연구 해 왔는데, 우주 랑데부 기술이야말로 1960년대 내에 달나라로 인간을 보낼 수 있는 가장 타당성 있고 유일한 방법이라는 것을 랭글리 연구 센터(Langley Research Center)의 일부 연구원과 마찬가지로 확신했다. 그는 여러번 NASA에 자신의 연구 결과를 보고했으나, 그가 제안을 발표한 내부 태스크 포스가 임의로 설정된 "기본 원칙"을 따르고 있는 것으로 강하게 느꼈다. 휴볼트에 따르면 이 기본 규칙은 NASA의 달 착륙에 대한 방안을 제한하여 LOR이 공정하게 고려되기도 전에 배제되도록 하였다.
1961년 11월, 휴볼트는 정식 통로를 건너 뛰어서 9 페이지 길이의 개인 서신을 로버트 시먼스(부국장)에게 직접 작성하는 대담한 조치를 취했습니다. 휴볼트는 달궤도 랑데부의 배제에 항의하면서
"달나라에 가고 싶은건지 아닌지?"라고 "광기의 목소리와도 같이" 물었다고 랭글리 엔지니어인 휴볼트가 말했다.
"왜 노바는 엄청난 크기에도 불구하고 그냥 받아들여지는데, 달궤도 랑데부를 포함하는 훨씬 작은 크기의 계획은 왜 고려 대상에서 배제되는가? 나는 이런 방식으로 연락하는 것이 다소 비공식적이라는 것을 충분히 알고 있지만, 예외적인 절차가 필요할 정도로 중요한 문제이다."라고 휴볼트는 인정했다.
시먼스가 휴볼트의 특별한 편지에 답장하는 데 2 주가 걸렸다.  홍보 관리자는 "자격을 갖춘 직원이 제한된 지침에 의해 부당하게 제한되면 우리 조직과 국가에 극히 해로울 것"이라고 동의했습니다.  그는 NASA가 앞으로도 달궤도 랑데부에 더욱 많은 관심을 기울일 것이라고 휴볼트에게 확신 시켰습니다.
그 다음 달에 NASA는 바로 그 일을 하고, 미 우주항공국 내외의 많은 사람들이 깜짝 놀랍게도 다크호스였던 달궤도 랑데부가 곧바로 선두 주자가 되었다. 몇 가지 요인들이 문제를 호의적으로 결정되게 하였는데, 첫째로, 33 피트 (10 m) 지름의 새턴 V형의 로켓에 비하여 50 피트 (15 m) 지름의 노바 로켓의 개발에 필요한 시간과 돈 때문에 직접 상승(direct ascend) 아이디어에 대한 비호감이 증가하였다. 둘째, 지구 궤도 랑데뷰에서 요구되는 상대적으로 큰 우주선을 달에서의 연착륙으로 기동하는 방법에 대한 기술적인 우려가 커진 점 때문이다. 마음을 바꾼 NASA 기술자 한 명이 다음과 같이 설명했다 :
달에 이르기까지 눈을 뗄 수없는 사업은 만족스러운 답을 얻지 못했습니다.  LOR의 가장 좋은 점은 착륙을 위한 별도의 차량을 만들 수 있다는 것입니다.

달궤도 랑데부에 찬성하여 반대 그룹을 탈퇴한 첫번째 주요 그룹으로는, 당시 랭글리에 있었지만 곧 휴스턴으로 이사 할 로버드 길루스(Robert Gilruth)의 우주 작업 그룹(Space Task Group)이었다. 두 번째는 앨라바마 주 헌츠빌(Huntsville)에 있는 마샬 우주 비행 센터 (Marshall Space Flight Center)의 폰 브라운 (Von Braun) 팀이었다. 그 후에 이 두 강력한 개종자 집단과 랭글리의 진정한 신자들과 함께 NASA 본부의 주요 관리들, 특히 직접 상승을 기다리고 있었던 관리자 제임스 웹을 설득하여 달궤도 랑데부가 달에 인간을 착륙시킬 수 있는 유일한 방법이라는 것을 설득하였다. NASA 내부의 핵심 인사들이 이 개념을 지지하면서, 제임스 웹은 1962년 7월 달궤도 랑데부를 승인하고, 1962년 7월 11일 기자 회견에서 공식 발표되었다. 그러나 케네디 대통령의 과학 고문인 제롬 위즈너는 달궤도 랑데부에 끝까지 강하게 반대하였다.

## LOR을 사용하는 다른 계획들
- 소련에서 제안된 N1 로켓, LK Lander 와 Soyuz 7K-LOK를 사용하는 달 착륙 계획은 이와 유사한 LOR 임무 프로필을 사용할 예정이었다.
- 취소 된 컨스텔레이션 계획에서 달 착륙은 지구 궤도 랑데부 와 달 궤도 랑데부의 조합을 사용했을 것이다.
- 2019년에 예정된 중국의 창어 5호의 월석 표본 반환 계획에서는 로봇에 의한 달 랑데부가 사용될 예정이다.[14]

## 대중 문화에서
텔레비전 미니 시리즈인 지구에서 달까지 의 제5편인 "스파이더"에서는 1961년 아폴로 프로그램에 미 항공 우주국 (NASA)이 LOR을 채택하도록 설득하는 존 휴볼트의 첫 번째 시도를 극화하고, 최초의 유인 시험 비행인 1969년 아폴로 9 호까지의 달착륙선(LM)의 발전 과정을 추적하였다. 이 편의 이름인 스파이더는 Apollo 9호의 LM의 이름을 따서 지은 것이다.

## 같이 보기
- 달전이궤도투입

### 주해
1. ↑  제미니 6A호, 제미니 8호, 제미니 9A호, 제미니 10호, 제미니 11호, 및 제미니 12호
2. ↑  지구궤도에서 아폴로 9호, 달 궤도 상에서, 아폴로 10호, 아폴로 11호, 아폴로 12호, 아폴로 14호, 아폴로 15호, 아폴로 16호, 및 아폴로 17호.
3. ↑  "Lunar Excursion Module"의 이름은 1966년 6월에 "Lunar Module"로 축약되었다.[7]

### 출전
1. ↑  "Lunar Orbit Rendezvous" - 1968 - NASA Mission Planning and Analysis Division - 유튜브
2. ↑  Harvey (2007), 6—7쪽.
3. ↑  Wilford (1969), 41-48쪽.
4. ↑  Reeves (2005).
5. ↑  Brooks (1979).
6. ↑  Gainor (2001), 62-66쪽.
7. ↑  Scheer, Julian W. (Assistant Administrator for Public Affairs, NASA). Memorandum from Project Designation Committee, June 9, 1966.
8. 1 2  “The Rendezvous That Was Almost Missed: Lunar Orbit Rendezvous and the Apollo Program - NASA”. 《www.nasa.gov》 (영어). December 1992. Fact Sheet NF175. 2020년 12월 23일에 원본 문서에서 보존된 문서. 2017년 3월 20일에 확인함.
9. ↑  Tennant (2009).
10. ↑  Hansen (1995).
11. ↑  Witkin (1962).
12. ↑  NASA (1962), 1쪽.
13. ↑  Nelson (2009), 209—210쪽.
14. ↑  Laxman (2012).

## 참고 문헌
- Bergin, Chris (2013년 1월 3일). “Golden Spike contract Northrop Grumman for Lunar Lander”. 《Nasaspaceflight.com》 (London). 2013년 1월 6일에 원본 문서에서 보존된 문서. 2013년 1월 4일에 확인함.
- Brooks; Grimwood; Swenson (1979). “Chariots for Apollo: A History of Manned Lunar Spacecraft”. NASA. 2004년 11월 18일에 원본 문서에서 보존된 문서. 2007년 4월 27일에 확인함.
- Gainor, Chris (2001). 《Arrows to the Moon》. Burlington, Ontario: Apogee Books. ISBN 978-1-896522-83-8.
- Hansen, James R. (1995). 《Enchanted Rendezvous: John C. Houbolt and the Genesis of the Lunar-Orbit Rendezvous Concept》 (PDF). Monographs in Aerospace History Series #4. Washington, D.C.: NASA. NASA-TM-111236.
- Harvey, Brian (2007). 《Russian Planetary Exploration: History, Development, Legacy and Prospects》. New York: Springer. ISBN 978-0-387-46343-8.
- Laxman, Srinivas (2012년 3월 21일). “China’s Unmanned Moon Mission To Bring Back Lunar Soil To Earth”. Singapore. 2012년 3월 24일에 원본 문서에서 보존된 문서. 2013년 1월 4일에 확인함.
- Murray, Charles; Catherine Bly Cox (1989). 《Apollo: The Race to the Moon》. New York: Simon and Schuster. ISBN 978-0-671-70625-8.
- NASA (1962). 《Lunar orbit rendezvous: news conference on Apollo plans at NASA headquarters on July 11, 1962》. Washington, D.C.: NASA.
- Nelson, Craig (2009). 《Rocket Men: The Epic Story of the First Men on the Moon》. New York: Viking. ISBN 978-0-670-02103-1.
- Reeves, David M.; Michael D. Scher; Dr. Alan W. Wilhite; Dr. Douglas O. Stanley (2005). “The Apollo Lunar Orbit Rendezvous Architecture Decision Revisited” (PDF). National Institute of Aerospace, Georgia Tech. 2014년 10월 27일에 원본 문서 (PDF)에서 보존된 문서. 2012년 6월 8일에 확인함.
- Tennant, Diane (2009년 11월 15일). “Forgotten engineer was key to space race success”. HamptonRoads/PilotOnline. 2010년 11월 18일에 원본 문서에서 보존된 문서. 2010년 9월 1일에 확인함.
- Witkin, Richard (1962년 7월 4일). “Lunar Orbital Rendezvous: New Flight Plan to Moon Favored”. 《The Globe and Mail》 (Toronto). New York Times Service. 1면.
- Wilford, John (1969). 《We Reach the Moon; the New York Times Story of Man's Greatest Adventure》. New York: Bantam Paperbacks.
- Woods, W. David (2008). 《How Apollo Flew to the Moon》. New York: Springer. 10–12쪽. ISBN 978-0-387-71675-6.